# Anders Szepessy
Anders Szepessy (1960) é um matemático sueco.
Szepessy obteve um doutorado em 1989 na Universidade Técnica Chalmers com a tese Convergence of the streamline diffusion finite element method for conservation laws, orientado por Claes Johnson. Szepessy é professor e matemática e análise numérica no Instituto Real de Tecnologia.
Szepessy foi palestrante convidado do Congresso Internacional de Matemáticos em Madrid (2006). Foi eleito membro da Academia Real das Ciências da Suécia em 2007.

## Publicações selecionadas
- Johnson, Claes; Szepessy, Anders (1987). «On the convergence of a finite element method for a nonlinear hyperbolic conservation law». Mathematics of Computation. 49 (180). 427 páginas. doi:10.1090/S0025-5718-1987-0906180-5
- Szepessy, Anders (1989). «An existence result for scalar conservation laws using measure valued solutions». Communications in Partial Differential Equations. 14 (10): 1329–1350. doi:10.1080/03605308908820657
- Szepessy, Anders (1989). «Measure-valued solutions of scalar conservation laws with boundary conditions». Archive for Rational Mechanics and Analysis. 107 (2): 181–193. Bibcode:1989ArRMA.107..181S. doi:10.1007/BF00286499
- Szepessy, Anders (1989). «Convergence of a shock-capturing streamline diffusion finite element method for a scalar conservation law in two space dimensions». Mathematics of Computation. 53 (188). 527 páginas. Bibcode:1989MaCom..53..527S. doi:10.1090/S0025-5718-1989-0979941-6
- Johnson, Claes; Szepessy, Anders; Hansbo, Peter (1990). «On the convergence of shock-capturing streamline diffusion finite element methods for hyperbolic conservation laws». Mathematics of Computation. 54 (189). 107 páginas. Bibcode:1990MaCom..54..107J. doi:10.1090/S0025-5718-1990-0995210-0
- Hansbo, Peter; Szepessy, Anders (1990). «A velocity-pressure streamline diffusion finite element method for the incompressible Navier-Stokes equations». Computer Methods in Applied Mechanics and Engineering. 84 (2): 175–192. Bibcode:1990CMAME..84..175H. doi:10.1016/0045-7825(90)90116-4
- Szepessy, Anders; Xin, Zhouping (1993). «Nonlinear stability of viscous shock waves». Archive for Rational Mechanics and Analysis. 122 (1): 53–103. Bibcode:1993ArRMA.122...53S. doi:10.1007/BF01816555
- Goodman, Jonathan; Szepessy, Anders; Zumbrun, Kevin (1994). «A Remark on the Stability of Viscous Shock Waves». SIAM Journal on Mathematical Analysis. 25 (6): 1463–1467. ISSN 0036-1410. doi:10.1137/S0036141092239648
- Johnson, Claes; Szepessy, Anders (1995). «Adaptive finite element methods for conservation laws based on a posteriori error estimates». Communications on Pure and Applied Mathematics. 48 (3): 199–234. doi:10.1002/cpa.3160480302
- Jaffre, J.; Johnson, C.; Szepessy, A. (1995). «Convergence of the Discontinuous Galerkin Finite Element Method for Hyperbolic Conservation Laws». Mathematical Models and Methods in Applied Sciences. 05 (3): 367–386. doi:10.1142/S021820259500022X
- Szepessy, Anders; Zumbrun, Kevin (1996). «Stability of rarefaction waves in viscous media». Archive for Rational Mechanics and Analysis. 133 (3): 249–298. doi:10.1007/BF00380894
- Szepessy, Anders; Tempone, Raúl; Zouraris, Georgios E. (2001). «Adaptive weak approximation of stochastic differential equations». Communications on Pure and Applied Mathematics. 54 (10): 1169–1214. ISSN 0010-3640. doi:10.1002/cpa.10000